# Aloe parvicapsula
Aloe parvicapsula é uma espécie de liliopsida do gênero Aloe, pertencente à família Asphodelaceae.